# Hypnum clavatum
Hypnum clavatum là một loài Rêu trong họ Hypnaceae. Loài này được Spreng. mô tả khoa học đầu tiên năm 1827.